# Ковалёнок, Дмитрий Юрьевич
Дми́трий Юрьевич Ковалёнок (бел. Дзмітрый Юр'евіч Кавалёнак; 3 ноября 1977, Минск, СССР) — белорусский футболист, нападающий.

## Биография
Воспитанник минских футбольных школ «Трактор» и  «Смена». Наибольший успех Дмитрию принесло выступление за гродненский «Неман», в составе которого на конец 2014 года он забил 67 голов, тем самым стал лучшим бомбардиром клуба со времён начала проведения чемпионатов Белоруссии. В сезонах 2005 и 2006 годов выступал за клубы Высшей лиги «Нафтан» из Новополоцка и «Дарида», однако в 2007 году он вернулся в Гродно.
В одном из интервью, данном Дмитрием в 2010 году, он заявил, что для него существует только один клуб — гродненский «Неман». Автор хет-трика в ворота минского «Партизана» 22 мая 2010 года. Четыре раза становился лучшим бомбардиром «Немана»: 2002 год — 11 голов, 2003 — 6, 2008 — 10 (вместе с Александром Алумоной, достигшим в том сезоне такого же результата), 2010 — 12.
В начале 2013 года покинул «Неман» и на правах свободного агента перешёл в «Гранит» (Микашевичи). Однако стать лидером атак микашевичской команды Дмитрий не смог и в середине сезона перебрался в «Лиду», где за полсезона стал лучшим бомбардиром команды с 12 голами.
Перед началом чемпионата Белоруссии в высшей лиге в сезоне 2014, на правах свободного агента вернулся в родной гродненский «Неман». 25 мая 2014 года оформил дубль в ворота бобруйской «Белшины» (4:3).
По окончании сезона 2014 остался в «Немане», несмотря на финансовые проблемы клуба. В марте 2015 года подписал новое соглашение. В 2015—2017 годах редко выходил на замену в конце матчей. В ноябре 2017 года объявил о завершении карьеры.
По состоянию на 2021 год является спортивным директором «Немана».